# Gebran Tueni

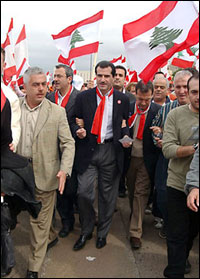
Gebran Tueni (midden)

Gebran Ghassan Tueni (Beiroet, 15 september 1957 — aldaar, 12 december 2005) was een Libanees politicus en de voormalige redacteur en uitgever van het Libanese dagblad An-Nahar (lett. vertaling: De Dag).
Hij is op 12 december 2005 om het leven gekomen door een autobom. Tueni die voor zijn leven vreesde, verbleef maandenlang in het buitenland, met name Parijs. Een dag na terugkomst in Libanon werd hij vermoord. De aanslag is opgeëist door een tot-dan-toe onbekende groep genaamd "Strijders voor Eenheid en Vrijheid voor Groot-Syrië". De aan persbureau Reuters gefaxte mededeling stelde dat andere opponenten van het Arabisme eenzelfde lot staan te wachten en dat de moord op Tueni de morgen (verwijzing naar de letterlijke betekenis van An Nahar) in een donkere nacht heeft veranderd.
Tueni kwam uit een journalistenfamilie: zowel zijn vader als zijn grootvader waren journalist. An-Nahar was in 1933 opgericht door zijn grootvader, ook Gebran Tueni genaamd. Zijn vader, Ghassan Tueni heeft decennialang de krant gedreven en wordt beschouwd als de nestor van de Libanese journalisten. Hij laat zijn vrouw Siham Asseily, een tweeling van 5 maanden oud en twee dochters uit een vorig huwelijk achter.
Tueni was afgestuurd in journalistiek, internationale betrekkingen en management van diverse Franse universiteiten. Zijn oom was de anti-Syrische minister van Telecom, Marwan Hamadeh, die ruim een jaar geleden in oktober 2004 ternauwernood een aanslag op zijn leven wist te overleven.
Tueni verkreeg internationale bekendheid toen hij zich in maart 2000 fel uitsprak voor het vertrek van Syrië uit Libanon, een standpunt dat tot dan toe vrijwel niet in Libanese kranten werd verdedigd. Hij werd verkozen bij de Libanese verkiezingen in mei 2005 voor de Grieks-orthodoxe zetel en als onderdeel van de stroming geleid door Saad Hariri, de zoon van de vermoorde voormalige minister-president Rafik Hariri. Tueni maakte daarnaast onderdeel uit van de politieke beweging Qornet Shewan, een voornamelijk christelijke oppositiepartij die zich in toenemende mate had gekeerd tegen de Syrische overheersing van Libanon.
De moord op Tueni valt samen met het verschijnen van het tweede vervolgrapport van de VN commissie onder leiding van Detlev Mehlis die tot taak heeft de moord op Rafik Hariri te onderzoeken. Voor zijn dood verzocht Tueni om een internationaal onderzoek naar de recent ontdekte massagraven in Anjar, vlak naast het voormalige Syrische hoofdkwartier in Libanon. In zijn laatste hoofdartikel voor An-Nahar beschuldigde Tueni Syrië van misdaden tegen de menselijkheid en verweet Syrië verantwoordelijk te zijn voor de massagraven en andere gruweldaden die in Libanon zijn begaan tijdens de bezetting van Libanon door Syrië.
Velen houden Syrië verantwoordelijk voor de moord die past in een lange rij van aanslagen op Anti-Syrische politici en journalisten. Zo zijn eerder de An-Nahar journalist Samir Kassir, communistenleider George Hawi en politici Rafik Hariri en minister Bassel Fleihan vermoord. Daarnaast vonden mislukte aanslagen plaats op parlementslid Elias al-Murr, minister Marwan Hamade en journalist May Chidiac. De Libanese regering heeft nog dezelfde dag opgeroepen tot een internationaal onderzoek in de aanslag.